# Olivia DeJonge
Olivia DeJonge, född 30 april 1998 i Melbourne, är en australisk skådespelerska, kanske mest känd för att spela Tara Swift / Shaneen Quigg i tv-serien Hiding, Becca i filmen The Visit och Elle i Netflixserien The Society. År 2022 gestaltade hon Priscilla Bealieu/Presley i biografifilmen Elvis.